# Juan Benigar
Juan Iván Benigar o "El cacique blanco" o "El sabio que murió sentado", nacido en las vísperas navideñas de 1883 en Zagreb, capital de Croacia, fue un indígena croata defensor de los originarios, hoy uno de los mayores mitos de la provincia de Neuquén. Luego de llegar a bachiller en 1902, dejó Zagreb para ir a Graz, en Austria, y luego estuvo en Praga estudiando ingeniería civil y más idiomas de los que ya sabía, puesto que a los 25 años dominaba catorce, y ello lo llevó a estudios antropológicos, sociológicos y filosóficos. 
En 1908, Benigar abandonó Europa y emprendió el camino a la Argentina cumpliendo el destino al que se sintió llamado con las palabras del texto de un alemán que afirmaba que se extinguirían los nativos de América. Llegó a puerto y casi ni tocó Buenos Aires sino que rápidamente fue a territorio indio desde el que no se fue jamás. Afirmaba que desde el principio se había interesado vivamente por el destino de estos pobres parias (naciones mapuches) dignos de mejor suerte, a quienes nunca abandonó y siempre luchó en su defensa. Lo hizo a través de escritos, de éxodos y de litigios. Se consustanció de tal manera con la cosmovisión Mapuche que se considera que aún sus investigaciones sobre esta cultura aún hoy no han sido superadas. Fue además un visionario ya que muchas de sus sugerencias y estudios encuentran plena vigencia en nuestros días. Colaboró en los periódicos “La Voz del Territorio” y “Neuquén” dirigidos respectivamente por Martín Etcheluz y la familia Cháneton. Por sus escritos en 1924 fue nombrado miembro del lo que fuera luego la Academia Nacional de Historia de Buenos Aires.
Tras permanecer un poco más de un año en Cipolletti,  se dirigió a pie hasta Colonia Catriel (Río Negro). Allí conoció a Eufemia Barraza, Sheypuquin, quien se convirtió en su primera esposa. Benigar tuvo quince hijos, once con Eufemia (fallecida en 1932) y cuatro con su segunda esposa Rosario Peña (fallecida en 1949) a quien conociera en Aluminé (Neuquén).  Allí en 1933 creó la industria textil casera “SHEYPUQUIN” en la cual aplicaba el uso de la energía hidráulica, con correas hechas de cuero. Su sueño nunca concretado fue formar una cooperativa familiar para dar ocupación a cien familias indígenas.
Benigar terminó sus días un 14 de enero de 1950, en el valle Poi Pucon próximo a Aluminé (Neuquén).

## Sus orígenes, de Europa a América

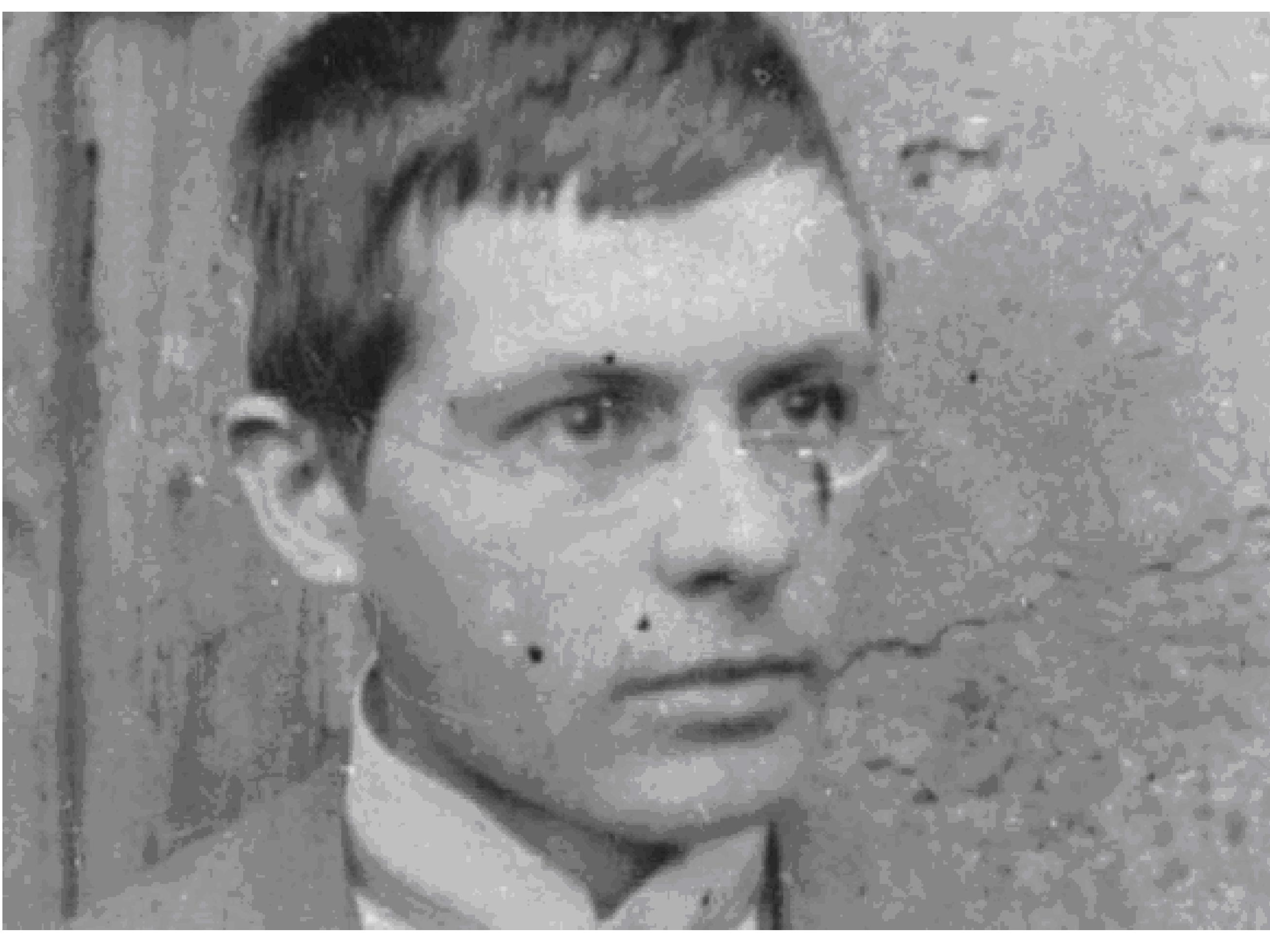
Juan Benigar Joven

Según su autobiografía (publicada por el Dr. Gregorio Álvarez en su célebre libro "El tronco de oro" - 1968), Juan Benigar, croata nacido (el 23 de diciembre) cerca de la Navidad de 1883 en Zagreb, capital de la República de Croacia. Hijo de padres eslovenos, lazo sanguíneo que definiría su nacionalidad. Perdió a su madre cuando tenía un año. Poco después, su padre se casó con Juliana Dolinar, quien sería su madre de crianza. Según sus palabras”para los argentinos resultará contradictorio que aquí se hable de Benigar como esloveno, dado que nació en Zagreb, Croacia. Para los conceptos y leyes de los pueblos europeos el lugar de nacimiento es algo accidental. La sangre paterna es la que define”. Permaneció en esa ciudad hasta concluir sus estudios iniciales y rendir el Bachillerato Gimnasial o Humanista en 1902. Si bien el Imperio Austro-Húngaro comenzaba a manifestar síntomas de debilitamiento. No obstante, sus colegios y universidades eran reconocidos en Europa por el notable nivel académico que albergaban. La familia Benigar era una familia de estudiosos bien organizada; mientras el padre, Iván Benigar, ejercía la docencia en un colegio local ; la madre Rosa Lukes cuidaba de la educación de sus cinco hijos, tres varones y dos mujeres. Los varones Juan y Ladislao estudiarían ingeniería, mientras Sócrates, el tercero, tomaría los hábitos sacerdotales y se dedicaría en el oriente a escribir obras sobre teología. Las niñas Juana y Rosa, una vez terminados los estudios, ejercerían el magisterio.

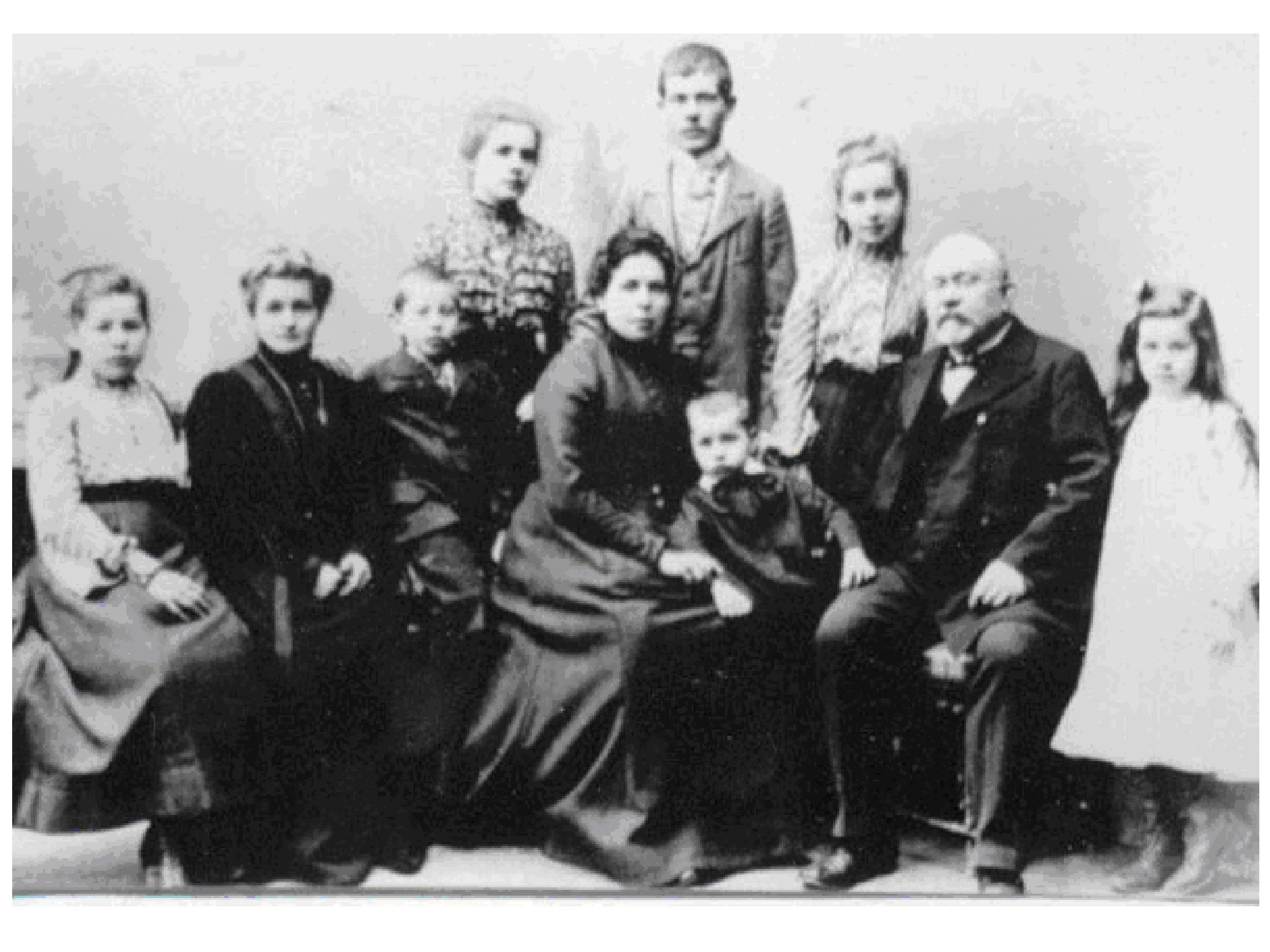
Juan Benigar con sus padres y hermanos en Europa

Posteriormente se trasladó a la ciudad Graz (Austria) por Cuatro años y luego permaneció en Praga (Rep. Checa), cursando ingeniería civil.  Mientras cursaba ingeniería completaba su caudal de conocimientos con otras clases de disciplinas como medicina y filología. Le interesaban el aprendizaje de idiomas como una forma de conocer el origen de las diversas culturas y ello lo llevó a estudios antropológicos, sociológicos y filosóficos. A los 20 años de edad tenía conocimientos de once idiomas. Formaba parte de algunos círculos universitarios en los que desplegaba mucha actividad, uno de estos lo eligió para que hiciera un viaje a Bulgaria. En el transcurso de este viaje, realizado a pie, hizo varios estudios sobre etnología y sociología, además de compenetrarse también de los problemas económicos-sociales y biológicos, de los pueblos y regiones visitadas. En el año 1904 y 1905 publicó en Croata una gramática búlgara y además dos artículos sobre su patria Croacia, obras juveniles lo colocan según su propia voz entre los modestos precursores.
En agosto del año 1908 Benigar abandonó esa Europa que todavía gozaba de los esplendores de la “belle epoque” y emprendió el camino a la Argentina. Ciudadanía que finalmente adoptaría. Poco se sabe acerca del verdadero motivo que lo trajo a la Argentina y que lo llevó a un cambio radical en su vida. En algunos escritos del propio Juan Benigar cuenta sobre una publicación dónde un sabio alemán sostenía que en un siglo todos los indios desaparecerían aquejados de diversas enfermedades, muchas de ellas provocadas por el modo de vivir del blanco, esta lectura, según aclara el propio Benigar, le produce rabia e impotencia y jura hacer algo en defensa de los aborígenes.

Faltándole dos materias para el título de ingeniero civil, tomó la extraña decisión 
. Llegó al puerto de Buenos Aires con dos compañeros de viaje, Ferucio Verzegnassi y Bogumil Larsic el 10 de agosto; sin detenerse en Buenos Aires “casi sin tocarlo” (como el lo expresó), todos ellos se dirigen a la Patagonia, al Territorio de Río Negro, precisamente al Alto Valle, hacia el territorio donde se encontraban aquellos indios sobre los que había leído, con el propósito de ayudarlos con sus conocimientos. Se radicó en la excolonia Lucinda (hoy llamada ciudad de Cipolletti) donde permaneció más de un año;
Un día Benigar se encaminó a pie hasta Colonia Catriel, donde lo esperaba otro cambio en su vida. Allí conoció a una aborigen pampeana, la excelente Eufemia Barraza Sheypuquin, sobrina del cacique Cipriano Catriel, con quien se casó al poco tiempo. Sheypukiñ le dio 12 hijos  (siete hijos varones –uno fallecido- y cinco mujeres). Ñancú, Laura (Dugutrayén), Marta (Ayerupay), Juan (Llancá), Aníbal (fallecido), Eufemia (Quinturupáy), Alejandro (Manqué), Elena (Kallvurray), Ambrosio (Millañancú), Feliciano (Huenumanqué), Cipriano (Mariñancú), María Ceferina (Gumaray). Todos fueron iniciados en la lengua y la cultura araucanas.
Benigar para esos momentos contaba con 25 años y dominaba más de una decena de idiomas: sánscrito, griego, latín, croata, esloveno, búlgaro, ruso, checo, eslovaco, alemán, inglés, italiano y francés. En su paso por Cipolletti, había aprendido castellano y con el Mapuche fueron 15 los idiomas en que podía expresarse. Como afirmaba: “poco a poco iba penetrando el espíritu de la lengua araucana y a deducir reglas que se confirmaban por las traducciones que me hacían los indígenas. Un idioma se posee recién cuando se piensa en él; y se aprende a pensar en un idioma oyendo o leyendo los pensamientos expresados en el mismo. Estos hombres y mujeres sencillos, fueron mis grandes maestros”. 
Juan no solo celebró alianza con Sheypuquin sino con toda la comunidad, siempre luchó en su defensa, a través de escritos, de éxodos y de litigios. Se consustanció de tal manera con la cosmovisión mapuche se considera que aún hoy no fueron superadas sus investigaciones sobre esta cultura. Por ello recibió el apodo del Cacique Blanco;.
Sobre la base de sus estudios universitarios tenía conocimientos de hidráulica. Fue él quien trazó los primeros canales de riego de la localidad de Colonia Catriel para favorecer la agricultura, trabajando duramente con pico y pala. Algunos de ellos tenían hasta tres metros de profundidad y fueron delineados con notable precisión utilizando sencillos y rústicos elementos de medición que Benigar armaba con goma y pequeñas botellas sobre una pequeña cruz de madera;
En abril de 1925 Benigar decide cambiar de lugar, aunque no de destino... Por invitación del escritor Félix San Martín aceptó finalmente el ofrecimiento para trabajar en el campo de su propiedad, va a dar a un puesto en la cordillera neuquina, cercano a Aluminé, denominado Quilla Chanquil. Otras fuentes afirman que era en el paraje Kellen ko Aluminé. La relación de Benigar con San Martín dura varios años, aunque el enfoque sobre el indio crea diferencias no siempre expresadas entre ambos, ya que responden a distintas maneras de vivir y de actuar con respecto a este tema.
En 1932 en el año fatal (así lo denominaba Benigar por ser en el año de que muere Eufemia Sheypukiñ o “Sheypuquin”, que falleció allí al dar a luz al último hijo). Se trasladó al valle de Rucachoroy y se radicó en el paraje "Manzanal de Poypucón", próximo a la frontera chilena del Territorio del Neuquén cercano a localidad de Aluminé, donde residiría los últimos 25 años de su vida.
Allí completó su importante y numerosa obra literaria, la que emprendió quitándole horas a su descanso dada su necesidad de realizar trabajos rurales y de telar regional (poseía una modesta industria textil casera, aunque de relevancia para la comunidad que llevaba el nombre de su primera esposa "Industria Textil Casera Eufemia Sheypukiñ) para poder subsistir y mantener a su numerosa familia. En ella produjo telas de lana de gran resistencia en seis colores diferentes, usando para ello la técnica mapuche.

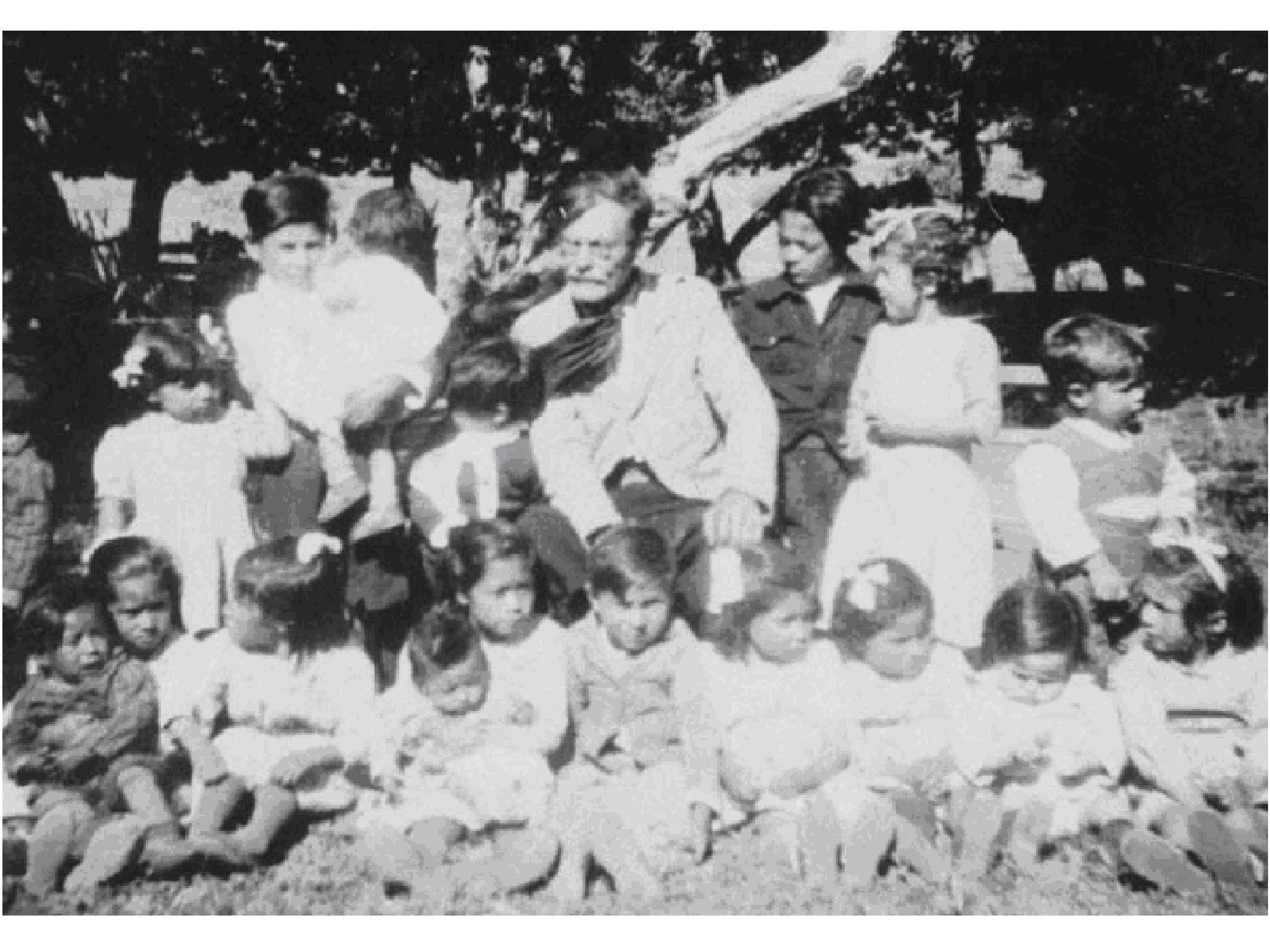
Juan Benigar e hijos 2

Comienza aquí también a definirse la figura del escritor. Sin embargo, atender las necesidades de la familia trabajando la tierra o trazando canales absorbía la mayor parte de su tiempo. El puente que cruza el Río Aluminé en Quillen es obra suya, los planos los terminó en 1938. La notable resistencia física de este hombre delgado de 1.78 metros de altura le permitía afrontar los duros trabajos campesinos y paralelamente los intelectuales. Escribía mucho y dormía poco. Su comprensión cada vez más amplia de la idiosincrasia del indígena iba dando solidez a sus conocimientos sobre la cultura nativa.
En 1938, Juan Benigar se casó con Rosario Peña, de la comunidad mapuche, en Ruca Choroi, Aluminé, Neuquén. Con ella tuvo cuatro hijos: Pitágoras (Huemullancá), Sócrates (Quintullancá), Leucadia (Millerallén) y Magdalena (Ayarallen).
En la actualidad ha sido rescatado y puesto en valor, siendo uno de los mitos de la cultura de la provincia del Neuquén; conocido como “el sabio que murió sentado”. Si poseía conocimientos de ingeniería civil, además fue un idóneo lingüista, historiador, antropólogo.

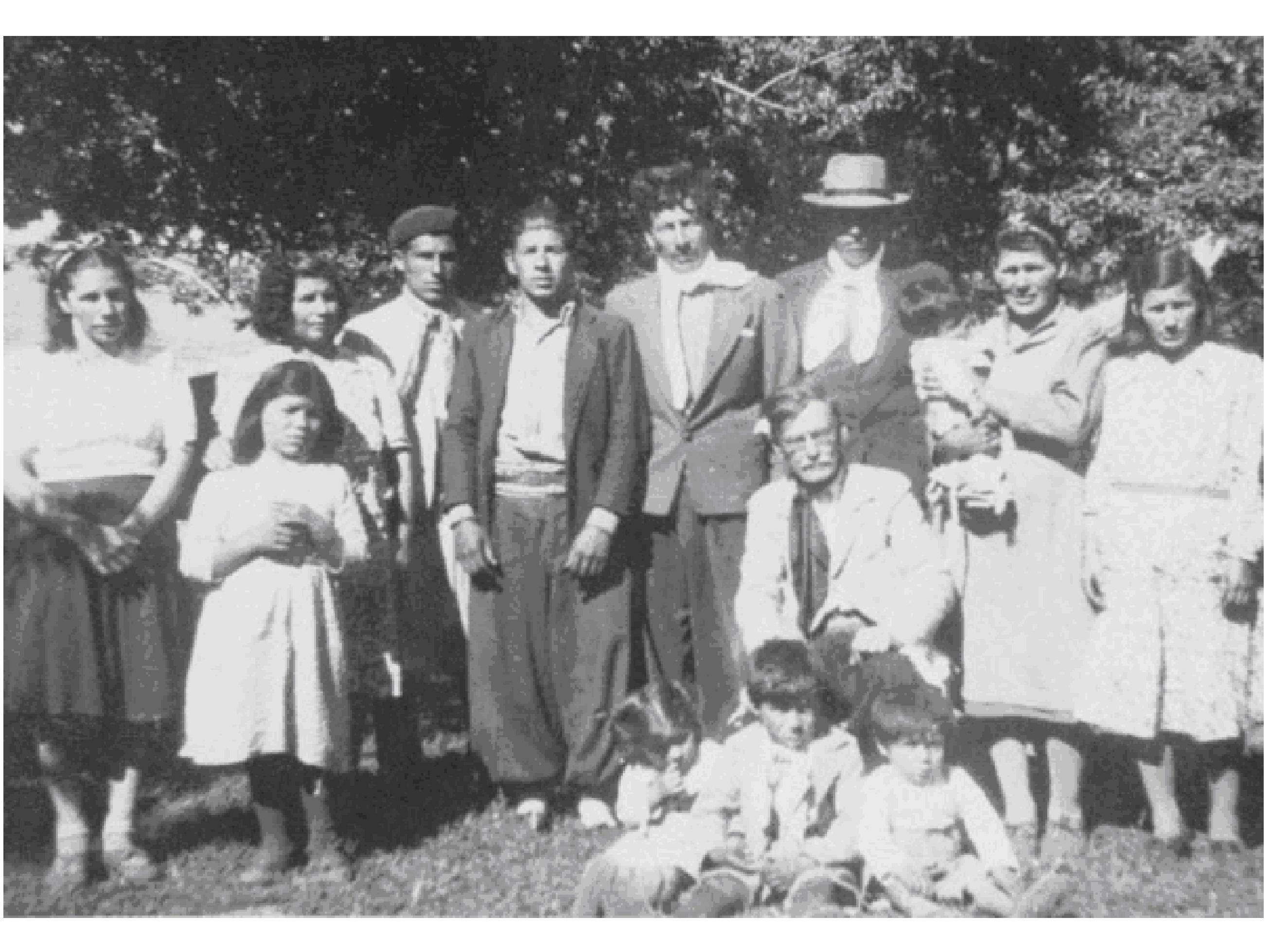
Juan Benigar e hijos 1

## El estudioso y escritor
Según afirma en su autobiografía (Benigar, autobiografía;)  entre los años 1924 y 1929 publicó los siguientes trabajos en los boletines de la Junta de Historia y Numismática Americana, hoy Academia Nacional de la Historia: a) El concepto del tiempo entre los araucanos; b) El concepto del espacio entre los araucanos; e) El concepto de la causalidad entre los araucanos; y un estudio crítico sobre la obra de Tomás Falkner: Descripción de la Patagonia, en la publicación "Biblos" de la ciudad de Azul (Provincia de Buenos Aires) El calvario de una tribu, (estudio social). En "La Voz del Territorio", editado en Zapala (Neuquén): Los chinos y los japoneses en América. Publicó en forma independiente: El problema del hombre americano. 
En el año 1924, según él mismo afirmaría “sin haberío merecido con mis obras”, fue nombrado Miembro Correspondiente de la Junta de Historia y Numismática Americana, considerándolo solo como un estímulo por parte de los componentes doctos de esta generosa nación. El nombramiento permitió vincularlo a la mayoría de los intelectuales del país y extranjero, con quienes mantuvo permanente correspondencia ayudado por sus amplios conocimiento de distintos idiomas.
Así mismo había empezado varios trabajos lingüísticos, históricos Y sociales, algunos de ellos adelantados. Sin embargo la descomunal lucha por la existencia, no le había permitido terminarlos hasta ese entonces. Autorizaba a que algún día se dé a publicidad esta carta en su integridad; hay en ella enseñanzas y cosas muy humanas, que pudieran ser muy, provechosas a nuestra juventud.
Denunció diariamente los problemas que acuciaban al pueblo que lo había acogido. En reiteradas oportunidades hizo mención a lo difícil que le resultaba dedicarse al estudio, en las condiciones en que se le presentaba la vida, compartiendo la suerte de las comunidades indígenas con las que convivió. En una carta de 1928 dirigida al Sr. Arturo Costa Álvarez, de La Plata, comentaba: «...Para seguir mis estudios estoy sacrificando nuestro bienestar material, porque con las horas que les dedico, bien pudiera ganarme algún peso con cualquier trabajo. Eso está bien, porque mi mujer y mis hijos lo aprueban. Pero no está bien verse envuelto en dificultades, como consecuencia de estudios...» El intelectual neuquino Félix San Martín, en oportunidad de presentar unos trabajos de Juan Benigar ante la Junta de Historia y Numismática Americana, el 27 de septiembre de 1924, expresaba: «... Con un desprendimiento que le enaltece ha ido comunicándome sus hallazgos en el vasto campo de sus investigaciones, obligándome a ser depositario de un tesoro de tal valor que ya pesa demasiado para mi responsabilidad. Pero si la obra de este trabajador infatigable vale por los frutos que de ella recogerá la ciencia, tiene también una significación especialísima por las condiciones en que ella se realiza: sólo un espíritu superior pudo haber aceptado la vida en la forma que Benigar vive la suya. Luchando con la miseria en un medio hostil, sin ningún estímulo exterior, desconocido hasta por sus coterráneos, ha ido acumulando, paciente e inteligentemente en más de quince años de labor silenciosa y tesonera, un material científico enorme. No sé qué admirar más, si su sorprendente capacidad para este género de estudios, o su fuerte ser moral...».
El propio Dr. Gregorio Álvarez respecto a las condiciones rayanas en la indigencia que tuviera que soportar Benigar a lo largo de su vida, por el mero hecho de no prestarse a dobleces e incurrir, por su natural benévolo, en actitudes que podrían calificarse de cándidas ante la villanía ajena, como se afirma en el siguiente fragmento: "por poco dinero realizó cualquier trabajo, me confió su hijo mayor Ñancu, que nació en Cipolletti. El juez de paz, Ernesto Gary, lo convenció mudarse a Catriel, en donde lo utilizó en diversos trabajos. Benigar hizo proyectos de la primera canalización para el riego. Cuando después de varios años terminó la construcción del canal, sembró y plantó el campo, el patrón lo hizo retirarse. Benigar no quiso querellar. Para un juicio se necesita dinero que él no tenía. Vivía en tal miseria que muchas veces comía solo el arroz cocido, y de noche se hacía lavar su único pantalón-bombacha. No le quedó nada. Como no tenía nada escrito, tampoco pudo pedir la indemnización por las mejoras introducidas en el campo. Siempre decía: "La persona honesta, que mantiene la palabra, no necesita papeles y contratos escritos".
Félix San Martín constituyó uno de los escasos apoyos intelectuales, institucionales y hasta económicos en ocasiones, que recibiera directamente Benigar, quien a través de él y de otros intelectuales con los que se irá relacionando, principalmente a través de una nutrida correspondencia, tomará contacto con bibliografía cercana a sus ámbitos de interés, por lo general de épocas pretéritas, ejemplares valiosos y algunos de ellos prácticamente inhallables, como la Gramática araucana, de Félix José de Augusta, el Diario deviajes de Fray Bernardo de Havestadt o el Calepino hispano-chileno, redactado y publicado en Lima en el siglo XVII por el sacerdote jesuita Andrés Febrés, como parte de su más vasta obra Arte de la lengua general del Reyno de Chile... (1765). También recibe, desde Europa, por envío de una hermana suya a quien le dedicará un lugar especial en sus Últimas disposiciones, algunos de los escritos filosóficos y científicos más actualizados para la época a nivel mundial, como "la traducción alemana del libro de L. Levy-Brühl, titulado: Les fonctions mentales dans les sociétés inférieures, título que remite por sí solo a la concepción que antes mencionábamos. )".
Según él dirigiera, en 1938 y 1939, "La Voz del Territorio" zapalense, dirigida por Don Martín C. Etcheluz, ha publicado algunos capítulos de ese trabajo, dictados por la urgencia de defender nuestra población campesina contra medidas mal mediadas que se habían tomado para un nuevo régimen de las tierras patagónicas.
En el año 1939 salió la ley por la cual todas las familias indígenas, más de quinientas, debían trasladarse. La Dirección de Parques Nacionales les acusó de hacer daño en los bosques. En realidad, detrás de esta ley se cubría el afán de unos interesados en las tierras fiscales. Benigar empeñó todo su talento y capacidad en la defensa de las familias indígenas contra los funcionarios estatales. Se trataba de la comunidad, no de su persona solamente. Juntamente con el periodista Martín Etcheluz, consiguió del Ministro del Interior, Dr. Meló, a pesar de la oposición de los funcionarios estatales, que las familias indígenas permanecieran en su lugar. Sus condiciones económicas no le permitían que viajara. En el año 1941 vino a Neuquén para tramitar la ciudadanía argentina. [...] El día 1° de mayo recibió la orden de abandonar Pulmarí. Le dieron un plazo de catorce días. Entonces no existían las leyes que protegieran los derechos del trabajador. Predominó la fuerza, la explotación y las intrigas de los funcionarios (1983:195).
Anticipándose a las actuales líneas de trabajo que operan sobre la multiculturalidad, la diversidad y la construcción de identidades, al mismo tiempo, su actividad en cuanto intelectual demostró esa toma de conciencia "escéptica, comprometida, inquebrantablemente consagrada a la investigación racional y al enjuiciamiento moral"
Respecto a su obra diría que "mi proyecto primitivo ha sido proceder en las investigaciones lingüísticas sistemáticamente, sirviéndome de guía la construcción de los idiomas europeos que conozco. [...] Cambié de método y resolví reunir un número grande de ejemplos, sin insistir en que los indígenas me los expliquen, advertido ya que tal insistencia es a menudo contraproducente" [...] Cuando ya así penosamente redondeé mis conocimientos, y faltaba nada más que pulir la superficie y enriquecer el vocabulario [...] cayóme como un regalo del cielo la gramática araucana de De Augusta [...] La ayuda no fue pequeña, y me alegró especialmente porque entreví la posibilidad de escribir no una simple obra sobre los indios pampas, sino de poder introducir en ella comparaciones valiosas con los dialectos chilenos" (en Álvarez, 1983:204).
En la voz del editor de la publicación “Juan Benigar - La Patagonia Piensa”, (Ed. Siringa libros, 1978): Juan Benigar, mostró al mundo científico de la época la estructura mental de una cultura desconocida y en algunos casos vilipendiada. El amplio de la cultura mapuche, la profundidad de sus observaciones, sus vivencias y formación científica, hacen que sea su obra un documento inestimable de permanente vigencia.
En 1982 Rodolfo Casamiquela, escribió en base al estudio de sus textos “constituyen ellos elementos suficientes de juicio como para sentir el estar en presencia de una personalidad singular, de un hombre de tal calibre intelectual y tal cultura como para erigirse -tal vez-  en único en toda la historia de la Patagonia. Si a ello agregamos sus méritos como indigenista, que se derivan del hecho de haber sido el mejor conocedor de la Lengua Araucana versante de los Andes, además de uno de los investigadores que más profundizara en la psicología y aún la filosofía del pueblo araucano-hablante, entiendo que la proposición presente no necesita de ulteriores argumentos”.
La obra de Benigar también tuvo impacto en la destacada poeta e investigadora neuquina Irma Cuña acaso por el contacto con la producción del lingüista croata, cuyas libretas comenzó a estudiar con Rodolfo Casamiquela, que por esa época tuvo influencia en su propia obra y se profundizó así su búsqueda hacia el pensamiento utópico latinoamericano.
La licenciada en Letras Lidia N. Bruno realizó un inventario crítico de la obra de Benigar.
Al respecto, expresó: “Primero el asombro, luego la reflexión crítica y finalmente el agradecimiento a este investigador por haberme hecho gozar de su fantástica aventura intelectual”. En referencia a la copiosa obra del croata, Bruno afirma: “¿Por qué el asombro? Parecía increíble que un hombre pudiera abarcar con tanta solvencia temas tan diversos, aunque relacionados, en mayor o menor medida, con el hábitat de nuestra región. En sus libretas tienen cabida temas filosóficos, científicos, creencias religiosas, rituales y cultos, temas esotéricos, datos históricos, temas político-coloniales, régimen de tierras, de política educativa, y una gran mayoría de temas lingüísticos, teoría y filosofía del lenguaje, comparación de lenguas, lenguas indoeuropeas: sánscrito, bretón, lenguas eslavas y el castellano, lenguas fino-ugrianas, indochinas, otras lenguas como el japonés y el hebreo,  y sobre todo las lenguas aborígenes centro y sudamericanas, en especial las argentinas, algunas ya desaparecidas y de las que se tiene poca documentación".
Según la voz del dramaturgo Alejandro Finzi autor de la obra de teatro "Benigar": "la historia de Benigar es sencillamente fascinante. Fue un hombre de una cultura y erudición excepcionales. Escribió un diccionario polilingüe, de trece idiomas comparados, que una crecida del río Colorado se llevó para siempre. Fue quien hizo el sistema de riego por canales en Catriel, a comienzos de siglo, y construyó un telar en Aluminé para vender telas a los ingleses. Su entrega a la causa de los derechos mapuches es conmovedora...". La historia de Juan Benigar, por ejemplo, es una herida abierta en el norte patagónico. Las demandas que llegó a verbalizar en defensa de la población aborigen son de una luminosa actualidad y se compadecen con aquellas que identifican el genocidio contra las culturas autóctonas americanas.

## Fallecimiento
Cuando contaba 67 años, el 14 de enero de 1950, terminó su azarosa existencia, dejando el magnífico ejemplo de haber puesto siempre sus ideales al servicio de sus semejantes y en pro de una causa común. En 1983, se dio cumplimiento a la cláusula testamentaria que indicaba la voluntad de Don Juan de ser enterrado «cajón con cajón» con su segunda esposa Rosario Peña y con su primera y amada Sheypuquiñ, que yacía en un casi olvidado cementerio indígena. Para eso fue necesario el traslado de los restos de esta última hasta su morada final, ubicada a la derecha de Benigar, en el cementerio de la localidad de Aluminé, donde se ven tres cruces juntas, en la del medio está escrito el nombre del sabio.

## Obra

### Algunas publicaciones
- -Gramática Araucana;
- -Vocabulario Histórico Araucano- Español;
- -El indio Araucano;
- -La Patagonia Piensa;
- -El concepto de tiempo entre los araucanos;
- -El concepto del espacio entre los araucanos;
- -El concepto de la casualidad entre los araucanos;
- -El problema del Indio y la tierra Fiscal;
- -Los intrusos antecedentes del derecho de la propiedad indígena en el territorio del Neuquén;
- -El calvario de una raza;
- -El problema del hombre Americano (trabajo crítico sobre el libro “La esfinge indiana” de J. Imbelloni,  1928, editorial Impresores Panzini Hermanos, Bahía Blanca);
- -Examen del concepto de identidad del libro de la verdad;
- -Análisis y críticas de doctrinas filosóficas[2]
- -Creencias araucanas.[3]

-Algunos trabajos se publicaron en vida, entre 1904-1905: “Gramática búlgara”, “El calvario de una tribu” (estudio de carácter social, publicado en Biblos, en Azul, provincia de Buenos Aires), “Los chinos y japoneses en América” (La Voz del Territorio, Periódico Zapalino);.
-Otras obras se publicaron después de su muerte como “La religión araucana”, “Las rogativas”, “Una rogativa pehuenche” (publicada en “Neuquén, historia, geografía, toponimia, tomo II) y “El indio araucano”, obra del doctor Gregorio Álvarez.

### Las libretas y la controversia
Los manuscritos, aún inéditos, y el corpus documental que los acompañaban, no tuvieron mejor suerte. La cláusula séptima de sus «últimas disposiciones» versa que: «...La biblioteca, en la cual hay algunos libros de mucho valor, que se quede como está, salvo la ordenación y limpieza necesarias para que sirva a todos los hijos y nietos, sin permiso de sacar los libros a domicilio salvo por tiempo limitado con constancia y promesa de devolución por escrito. Mis papeles se ordenen y encajonen hasta que aparezca algún estudioso de la familia capaz de aprovecharlos...».
Existe aún hoy opiniones polémicas que afirman que su voluntad no fue respetada. Poco después de su deceso, dos funcionarios públicos se apersonaron en Poi Pucón la por entonces encargada del Museo Regional Daniel Gatica, con un juez de Paz, retirando el material, manuscritos y biblioteca, esgrimiendo una inexistente donación al antes mencionado museo, registrada con su propio puño y letra. El destino fue, en cambio, su domicilio particular. Ambrosio Benigar, narraba así este delito: «...En la estancia de Ayoso había un montón de libros (libretas de Benigar) que juntaron que rechazó, que no servía…».
No obstante, existe otra versión originada a partir de la realización del Primer Congreso del Área Araucana Argentina, realizado en San Martín de los Andes desde el 18 al 24 de febrero de 1961, donde la Comisión de Lingüística y Toponimia recomendó al congreso propiciar la publicación de los manuscritos pertenecientes al extinto don Juan Benigar, los que por disposición de sus herederos habían sido depositados bajo la custodia de la Srta. Liliana Lascaray, entonces directora del Museo Regional "Daniel F. Gatica" de la ciudad de Neuquén. Según informan, se dejó constancia que "...de acuerdo a la voluntad del señor Benigar, dichos trabajos no deben salir de la jurisdicción del Neuquén sino una vez realizado el ordenamiento y clasificación del material; se procederá a recabar la colaboración y asesoramiento técnico de especialistas universitarios, para lo cual la suscripta, en carácter de depositaria, establecerá contactos con el personal de la Universidad Nacional.";

### El rescate
Finalmente, en el año 1977, la Directora del museo, Sra. Susana Cayuela de Uez recupera el material. El 10 de enero de 1983, Mirta Raggio es designada depositaria legal de los manuscritos, siendo la biblioteca depositada en la Universidad Nacional del Comahue en su Biblioteca Central. El profesor Rodolfo Casamiquela realizó en dos etapas un estudio diagnóstico de los manuscritos invitado por el Archivo Histórico Provincial. Luego de infructuosos intentos por descifrar la taquigrafía personal del sabio croata, para lo cual incluso se requirió la colaboración de la Sociedad Taquigráfica Argentina, la Lic. Lidia Bruno, gracias al apoyo de la CONICET, logró su decodificación, con lo cual se abrió la posibilidad de acceder al contenido de muchos escritos que así estaban registrados. En 1995, la Lic. Lidia Bruno y la Lic. Mirta H. Serafini, gracias nuevamente al financiamiento de la CONICET, terminaron para su publicación, pendiente aún, el «Inventario Crítico de las Libretas Inéditas de Juan Benigar». Los manuscritos, conjunto de cuadernos; hojas sueltas, algunas mecanografiadas; y libretas con encuadernación artesanal; cuyo sustento se encuentra muy deteriorado por el paso del tiempo - recordemos que han estado enterradas, han sobrevivido incendios, etc. -, han sido escritas en lápiz negro, lápiz tinta, y en ocasiones, tinta lavable corrompida por la humedad; por lo tanto, con evidente peligro para su integridad; esperan hoy un proceso de digitalización que permitirá a investigadores de todas las ramas de la ciencia su consulta y deleite.

### Diccionario de la lengua araucana
Según afirma el docente universitario Daniel Alfredo Bagnat Lascaray en su estudio “Aproximación a la obra y la figura intelectual de Juan Benigar desde una perspectiva contemporánea (2010)”, el diccionario aún hoy permanece extraviado. El Dr. Gregorio Álvarez afirmó sobre Benigar, que "los argentinos instruidos reconocen sus méritos; no obstante, hasta hoy, no han hecho nada para editar su casi vital obra, que es el Diccionario de la lengua araucana" (ibid.). La composición y el misterioso destino de esta magna obra, que aparentemente acaparó los mayores esfuerzos de su autor durante buena parte de su extenso decurso vital, inspiró la obra del dramaturgo Alejandro Finzi titulada, precisamente, Benigar (1994). En la misma, un desesperado Benigar intenta rescatar de la corriente del río, naturaleza y personificación a la vez, las valiosísimas páginas de su obra, escena que quizás tenga su correlato en lo real, pero que posee sin duda un potente valor metafórico a la hora de representar el sufrimiento y la penuria de un pionero, no solo del territorio sino de las letras y el pensamiento, en una tierra a la que tornaban aún más dura e inhóspita que la naturaleza, con su furia desatada, sus propios semejantes, con sus variables locales y epocales de la invariante de la mezquindad humana".
Como afirmara Benigar el carácter aglutinante de la lengua araucana, manifiesto en la proliferación de partículas, libres o afijas, "breves vocablos, mono y disílabos, de significado adverbial que con facilidad se verbalizan, ya aislados, ya en unión con otros vocablos y partículas, o se unen a otras dicciones para formar compuestos adverbiales, adjetivos y sustantivos, matizando conceptos más generales" (ibid.), que arrojarían como resultado expresiones tales como "la bajada de aquí para allá", o "la bajada de allí para acá", o "para este lado acá entra". Benigar señala que de las similitudes con otras lenguas, no es precisamente en el nivel del primitivismo donde establecería las comparaciones, ya que a partir de los aspectos que hemos expuesto, halla "congruencias admirables entre el idioma de los primitivos araucanos y el de una nación, por cierto, todo menos primitiva", según su expresión, "que es la alemana", añadiendo que "casi todos los vocablos araucanos de esta clase tienen su equivalente alemán" (id.:117), acompañando estas afirmaciones de un buen número de concluyentes ejemplos en ambas lenguas".
"Ya se verá cuán intrincada es la selva del verbo, en el cual el araucano posee el elemento principal para sus expresiones variadísimas. Su elasticidad hace recomendable a todos los versificadores el consejo de que se hagan araucanos. Ya no se hallarán en dificultades por la métrica o por las rimas. Hay muchas partículas que elegantemente llenarán los vacíos sin necesidad de estropear la lengua" (en Álvarez, 1983:204)".

## ¿Por qué la Patagonia?
Sobre el fundamento de la presencia del croata Juan Benigar en estas tierras, varias han sido las versiones: El diario Clarín del 3 de marzo de 1997 publicaba que «... el hombre resultó ser un teósofo que buscaba la tierra de Lemuria, uno de los fragmentos que se esparcieron por el mundo cuando, según los místicos, estalló el universo...». Su hijo Alejandro Mañqué en cambio, dice que su padre vino a la Patagonia «a conquistar a los indios». «...él se vino a la Argentina porque había leído un libro de que Neuquén y Río Negro, así la Patagonia, no estaba conquistado todavía por los argentinos, sino que eran indígenas todos, y él vino con la idea de conquistar a los indios y ser el rey de los indígenas ¿me entiende? No sé si estará escrito eso. Pero eso era la idea de él. Pero cuando llegó ya estaba todo conquistado... no era cierto lo que había leído...».
Carlos Ortiz, apoderado de la familia Benigar, afirma que el sabio vino a estas tierras al anoticiarse en un diario europeo que los indígenas de la Patagonia estaban extinguiéndose: «...hay una versión que él cuando está estudiando en Praga, creo que es, por allí encuentra un artículo en un diario, eh... , aparece que se están exterminando los aborígenes en la Patagonia, y que se empieza a preocupar muchísimo, que no puede ser de que esta gente se termine y que habría que hacer algo por ellos...».
Otra versión sostiene que en un de sus escritos él cuenta que al leer una publicación en la que un sabio Alemán sostenía que en un siglo no quedaría ni un solo indio en Norteamérica porque habrían de desaparecer por diversas enfermedades, Benigar siente rabia e impotencia, pero se jura a sí mismo tomar algún día la defensa de los aborígenes. En otro escrito manifiesta..... “no es de admirar que ansiando mi contacto con los indios a mi llegada, ni pase en Buenos Aires, sino que me vine a disparadas a los territorios de los cuales desde entonces no he salido. No es de extrañar si desde el principio me he interesado vivamente por el destino de estos pobres parias, dignos de mejor suerte".
Afirmó que “al venirme a la Patagonia renuncié para siempre a las aspiraciones de lucir en la sociedad, donde mi papel sería parecido al de un peñasco tosco dentro de un palacio de mármol lustroso. Mi puesto es entre los indígenas, en la línea de fuego, que no abandonaré aunque las circunstancias me forzaran. En septiembre de 1946 sentenció que: «el que estas líneas escribe ha llegado a las tierras patagónicas muy poco menos de cuatro decenios atrás. Son las tierras que él libremente ha elegido para su segunda patria. A las benditas soledades patagónicas de aquellos tiempos - más solas que ahora - debe haber podido ordenar las ideas algo confusas que trajo con su poco bagaje. Con ello obtuvo la base necesaria para sus ulteriores meditaciones que nadan al margen de su dura lucha con las adversas condiciones de la vida patagónica. Nunca habría logrado eso en la turbulencia de las populosas urbes ni en su patria de origen, torturada y sangrada hasta no más en dos injustas guerras que no ha buscado. Por eso considérase hijo espiritual de la Patagonia. Aquí en las tierras patagónicas ha formado su hogar. Digo mal. Debí haber dicho: iba encendiendo sus fogones. Porque son una ínfima minoría los patagónicos tan felices que puedan decir: «aquí enciendo hoy mi fuego, aquí moriré. Corridos de fogón a fogón, nómades a nuestro pesar, enterramos un hijo malogrado aquí, la mujer amada cien leguas más allá y los que quedamos no sabemos en que enormes extensiones serán diseminados nuestros restos. Ni soñar podemos que nuestros huesos y los de nuestros queridos descansen unos al lado de otros para servir de punto de reunión a nuestras desencarnadas almas. Quizás sea esto un justo castigo para quienes, faltando a la tradición milenaria para seguir tras ilusiones de la juventud, abandonamos nuestros dioses familiares».
En el libro La Patagonia piensa (1978) con textos que le pertenecen, Benigar expone algunas de sus principales ideas en torno a la administración gubernamental y la relación entre la Nación Argentina y la región patagónica, consideradas por él ambas su patria y terruño adoptivos. Expresa allí también su relación tan particularmente afectiva y vital con esta tierra, refiriéndose a sí mismo mediante la tercera persona: “aquí en las tierras patagónicas ha formado su hogar. Digo mal. Debí haber dicho: iba encendiendo sus fogones [...] pues, a través de una docena o más de fogones, el hombre que esto escribe ha dado a la patria argentina con dos madres patagónicas una numerosa prole de patagónicos. El hombre ha convivido fraternalmente con nuestra población campesina, como si fuese uno de ellos. Ha aprendido a apreciarla y a amarla, porque ha conocido sus excelencias, superiores a sus defectos. Ha experimentado y sigue soportando en su propia carne los más de los males que aquejan a esta sufrida población. Brevemente dicho: se ha identificado con ella. Por todo lo expuesto, aunque llegado de tierras lejanas, considérase y siéntese patagónico hasta lo más profundo de su alma (id.:14-15).

## Benigar teósofo
La teosofía era parte esencial de la vida del sabio croata. El mismo padre Salesiano José Peterlin, citado anteriormente, lo afirmaba: «Ideológicamente era un adepto de la escuela teosófica. Vivía como un asceta. Solo, muy modesto, no buscaba los primeros puestos, no buscaba ser célebre...».
En la primera cláusula testamentaria, Juan Benigar, se refiere a sus creencias teosóficas: «Que no se me ponga una cruz, porque no soy cristiano, sino el signo teosófico: estrella compuesta de dos triángulos equiláteros, rodeados por una serpiente que se muerde la cola...».
La teosofía, es definida por un diccionario de filosofía en los siguientes términos: «es literalmente el saber de Dios, pero, a diferencia de la Teología propiamente dicha, la Teosofía no es solamente una speculatio, sino también, y muy especialmente la adopción de una forma de vida humana con vistas al aprovechamiento de las fuerzas secretas e ignoradas de su naturaleza mediante el ejercicio ascético, la meditación, etc. La Teosofía pretende con ello alcanzar el saber vedado a la mente; este saber se refiere generalmente a la divinidad en su origen y desenvolvimiento, en su creación del universo y del hombre, así como a la serie de encarnaciones y reencarnaciones de las almas...».
Carlos Ortiz alegaba al respecto: «...hay una versión, que andando, no me acuerdo en este momento, con una personalidad ahí adentro del pueblo de Aluminé, andaban a caballo los dos, por atrás de un cerro, y Don Juan dice: «en otra época... yo he andado por aquí»; ellos (los teósofos) creen en la reencarnación...».
La Sociedad Teosófica es una institución que se propone infundir en sus discípulos grandes verdades morales. De ahí procede su lema: No hay religión más alta que la verdad. En términos similares Juan Benigar se dirigía a los «jóvenes argentinos»: «Trabajad por amor a las cosas, por amor a la verdad, no por amor a sí mismos. Quien pueda salga a la campaña, entre los indios, donde se hacen las mejores cosechas...».
(...)»Los mayores obstáculos se nos oponen al estudiar la vida interna del indio, porque en ella hay cosas que no pueden ser resueltas por una observación directa y objetiva, sino solo inferidas por nuestro entendimiento, todo menos perfecto (...) Esta dificultad queda aun después de vencidos los obstáculos de la lengua, que es la ventana por donde se asoma el alma de cada pueblo. Su conocimiento es indispensable para quien desea interpretar fielmente esa alma».

## Proyecto universitario
Desde la Universidad Nacional del Comahue se avanza con la recopilación para el Proyecto Benigar, con entrevistas y visitas a sitios vinculados con Juan Benigar en la localidad de Aluminé, donde la Facultad de Turismo desarrolla una asistencia técnica para la proyección de un circuito histórico-cultural teniendo como eje su personalidad.
Se han entrevistado a Isabel Peña, Leopoldo Cerda, Ana Cerda y Alicia Ayoso, quienes conocieron a Benigar.
Así obtuvieron testimonios de primera mano por parte de personas que brindaron detalles enriquecedores, como los sitios donde estaban las habitaciones, cocina, biblioteca, hilandería y molino levantados por él en Poi Pucón. Se identificó el canal de agua que nace al pie de la Piedra de Carrilil en Ruca Choroy construido por el ing. esloveno, visitaron los restos del Frutillar de Quilca y los de Quila Chanquil, donde vivió con su familia y el casco de la ex Estancia Ayoso, en torno de la cual se desarrolló parte de la vida social de la localidad al promediar la centuria pasada. Allí concurría el erudito a conversar con su propietario.

## Homenajes y reconocimientos
Biblioteca Popular Juan Benigar, Aluminé  (provincia de Neuquén). Com un mural de Juan Benigar inspirado en un poema de Horacio “Tata” Herrera perteneciente a “Scheypuquiñ y Juan, memoria cantada”, una cantata escrita por Herrera y José Luis Bollea.
Alejandro Finzi, obra teatro: “Benigar” en "personajes y sucesos patagónicos son universales" y "La Patagonia como un escenario fértil", donde el dramaturgo estrenó en Francia “Benigar”, donde retrata a uno de tantos espíritus libres que se afincaron en el sur argentino.
Cantata (obra musical): “Cantata Scheypuquiñ y Juan, memoria cantada” que narra la relación entre una princesa mapuche y el lingüista croata Juan Benigar. Fue creada en 1986 por Luis Bollea (director del Coro de la Provincia del Neuquén), quien compuso la música de la cantata y los textos pertenecen al poeta y escritor Carlos H. Herrera.
En 'Croce del Sud. Tre vite vere e improbabili' (Mondadori, 2020), el italiano Claudio Magris dedica uno de los tres capítulos a la vida de Juan Benigar: 'Gringo esloveno, criollo araucano'. Aún no existe una traducción al español.